# Claudia Augusta
Claudia Augusta (PIR2 C 1061) was het enige kind van princeps Nero bij zijn tweede vrouw Poppaea Sabina. Ze werd op 21 januari 63 geboren te Antium.
Nero eerde Claudia en haar moeder met de titel van Augusta. Gouden beelden werden ter hare ere geplaatst in tempels en spelen gehouden in het circus.
Ze stierf vier maanden na haar geboorte echter een natuurlijke dood. Nero en Poppaea Sabina rouwden om haar dood en Claudia werd vergoddelijkt. Een schrijn en een priester werden kort daarop aan haar gewijd.

## Antieke bron
- Suet., Ner. 35.3.